# Biển Bering

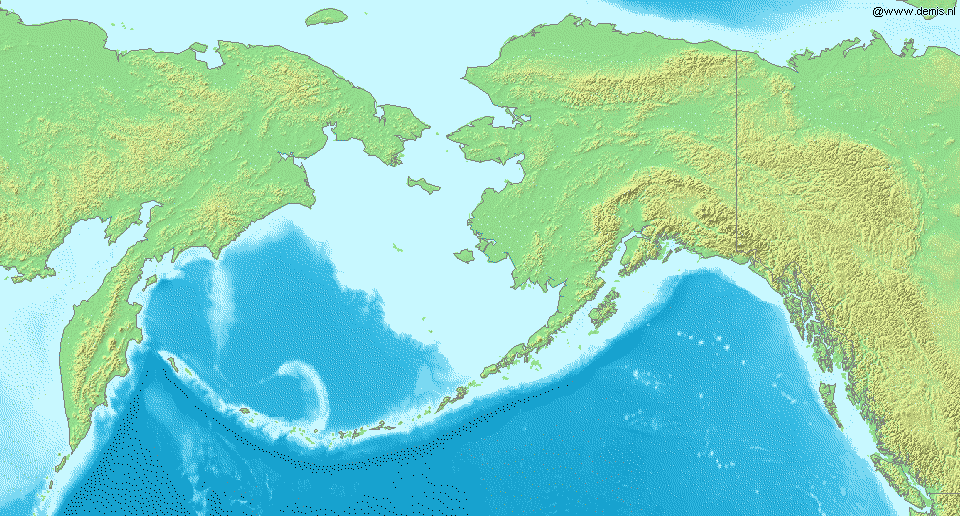
Biển Bering

Biển Bering hay biển Imarpik là một khu vực nước biển ở cực bắc của Thái Bình Dương bao phủ diện tích khoảng 2 triệu km². Nó có ranh giới về phía bắc và phía đông với Alaska, về phía tây với Siberia của Nga, và về phía nam với bán đảo Alaska và quần đảo Aleut. Biển này được đặt tên theo tên của nhà thám hiểm người Nga gốc Đan Mạch, nhà hàng hải Vitus Bering.
Trong thời kỳ băng hà gần đây nhất thì mực nước biển đã thấp đủ để cho con người và các động vật khác di cư từ châu Á sang Bắc Mỹ bằng đi bộ dọc theo cái mà ngày nay người ta gọi là eo biển Bering, nằm ở phía bắc của biển này. Người ta gọi nó một cách chung nhất là "cầu đất liền Bering" và người ta cũng tin rằng đây chính là lối đi đầu tiên của loài người vào châu Mỹ.
Biển Bering là một trong những ngư trường chính của thế giới, và nghề cá ở các vùng nước này chiếm khoảng một nửa toàn bộ sản lượng đánh bắt cá và tôm cua ven đất liền của Mỹ. Do các thay đổi đang diễn ra ở Bắc Băng Dương, sự biến đổi trong tương lai của khí hậu/hệ sinh thái của biển Bering ngày càng không chắc chắn. Đây là vấn đề có tính tương hỗ: thay đổi về khí hậu ảnh hưởng tới các hệ sinh thái, và các hệ sinh thái lại như là chỉ thị cho các thay đổi của khí hậu.
Các đảo trên biển Bering có:
- Quần đảo Pribilof
- Đảo Bering